# Francesco de 'Medici di Ottaiano
Francesco de' Medici di Ottajano (Nápoles, 28 de novembro de 1808 - Roma, 11 de outubro de 1857) foi um cardeal italiano.

## Biografia
Pertencente ao ramo cadete Medici dos Medici di Ottajano, nasceu em Nápoles em 28 de novembro de 1808, filho de Michele (*1771 †1832) e Isabella Albertini .
Foi prefeito da residência papal a partir de 28 de janeiro de 1842, depois prefeito dos Sagrados Palácios Apostólicos a partir de 17 de maio de 1850.
O Papa Pio IX o elevou ao posto de cardeal no consistório de 16 de junho de 1856.
Ele morreu em 11 de outubro de 1857 com a idade de 48.

## Link externo
- Sylwetka w słowniku biograficznym kardynałów Salvadora Mirandy
- Sylwetka na stronie Davida M. Cheneya
- GCatholic.org